# 던롭 타이어

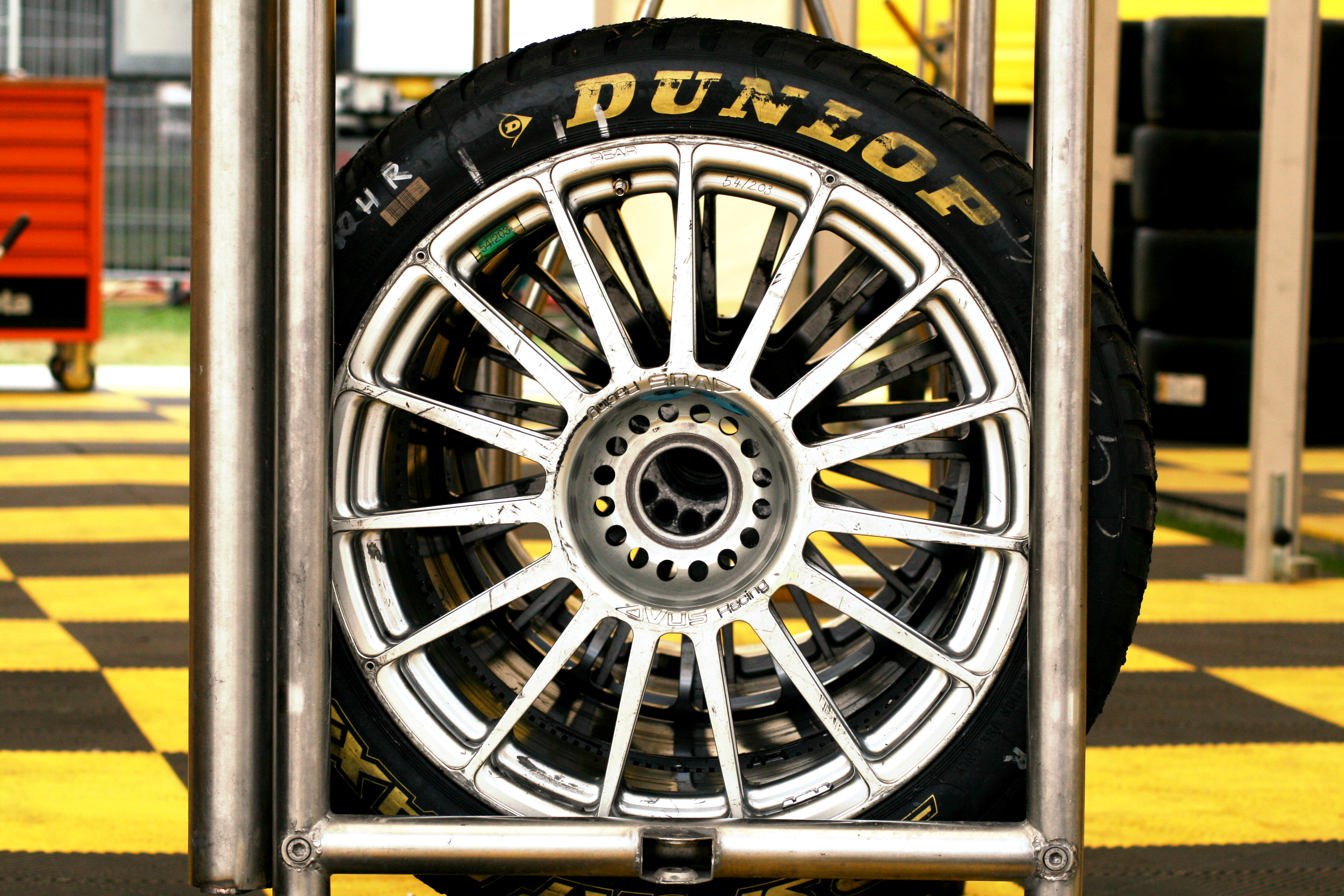
던롭의 스포츠 타이어

던롭 타이어(영어: Dunlop Tyres)은 미국의 타이어 제조회사이다. 굳이어의 자회사이며, 현재 북아메리카, 유럽, 오스트레일리아에서 사업을 전개하고 있다.

## 같이 보기
- 굳이어